# Leïla Marouane
Leïla Marouane (pseudonimo di Leyla Zineb Mechentel) (Gerba, 1960) è una scrittrice algerina.
Scrittrice e giornalista, ha sperimentato sulla sua pelle la discriminazione e la violenza contro le donne. Nel 1990, dopo esser stata vittima di un'aggressione, si è rifugiata in Francia dove tuttora risiede e continua a battersi per i diritti delle donne.

## Opere
- La Ripudiata. Il fidanzato che mio padre scelse per mia madre (Spring edizioni, 2001)
- Il castigo degli ipocriti (Epoché, 2006)
- Doppio ripudio (Epoché, 2008)
- Vita sessuale di un fervente musulmano a Parigi (e/o, 2009)